# Nicolas Rashevsky
Nicolas Rashevsky (9 tháng 11 năm 1899 – 16 tháng 1 năm 1972) là một nhà vật lý lý thuyết người Mỹ gốc Ukraina, một trong những người tiên phong của ngành toán sinh học, đồng thời cũng được coi là cha đẻ của lý sinh toán và sinh học lý thuyết.

## Tiểu sử
Năm 1917, Nicolas Rashevsky gia nhập Hải quân Bạch vệ Nga và năm 1920, ông và vợ là Nữ bá tước Emily phải chạy trốn đến Constantinople để có thể sống sót, tại đây ông dạy học tại trường Cao đẳng Mỹ. Năm 1921 họ chuyển đến Praha nơi ông dạy cả thuyết tương đối rộng và đặc biệt.
Từ Praha, ông chuyển đến Paris, Pháp vào những năm 1930, rồi đến New York, Pittsburgh và Chicago, Hoa Kỳ. Cuộc đời ông đã cống hiến cho ngành khoa học mà ông thành lập, Toán Sinh học, và vợ ông rất ủng hộ và đánh giá cao những nỗ lực khoa học của ông, đồng hành cùng ông tại các cuộc họp khoa học mà ông khởi xướng hoặc tham dự.
Năm 1972, Raszewski qua đời vì cơn đau tim do bệnh tim mạch vành.

## Sự nghiệp học thuật
Ông nghiên cứu vật lý lý thuyết tại Đại học Hoàng gia St. Vladimir ở Kyiv. Sau Cách mạng Tháng Mười ông rời Ukraina, đầu tiên di cư đến Thổ Nhĩ Kỳ, sau đó đến Ba Lan, Pháp và cuối cùng đến Mỹ vào năm 1924.
Tại Hoa Kỳ, ban đầu ông làm việc cho Phòng thí nghiệm nghiên cứu Westinghouse ở Pittsburgh, nơi ông tập trung vào mô hình vật lý lý thuyết về sự phân chia tế bào và toán học về phân hạch tế bào.
Ông được trao học bổng Rockefeller vào năm 1934 và đến Đại học Chicago để đảm nhận vị trí trợ lý giáo sư tại khoa sinh lý học. Năm 1938, lấy cảm hứng từ việc đọc cuốn Về sự tăng trưởng và hình thức (1917) của D'Arcy Wentworth Thompson, ông đã có đóng góp lớn đầu tiên bằng việc xuất bản cuốn sách đầu tiên về Toán sinh lý, và sau đó vào năm 1939, ông cũng xây dựng cuốn tạp chí quốc tế về toán sinh học đầu tiên mang tên The Bulletin of Mathematical Biophysical (BMB); hai đóng góp thiết yếu này đã giúp thành lập lĩnh vực toán sinh học, trong đó tạp chí BMB đóng vai trò là nơi đóng góp trọng tâm của các nhà toán sinh học trong 70 năm qua.

### Những đóng góp khoa học lớn
Năm 1938, ông xuất bản một trong những cuốn sách đầu tiên về toán sinh học và toán lý sinh học có tựa đề: "Lý sinh toán: Cơ sở vật lý-toán học của sinh học". Cuốn sách nền tảng này cuối cùng đã được xuất bản thành ba lần tái bản, lần tái bản cuối cùng thành hai tập vào năm 1960. Tiếp theo vào năm 1940 ông cho ra đời cuốn"Những tiến bộ và ứng dụng của sinh học toán", và vào năm 1947 là cuốn "Lý thuyết toán học về quan hệ con người", một cách tiếp cận mô hình toán học của xã hội. Cùng năm đó ông thành lập chương trình tiến sĩ đầu tiên trên thế giới về Toán sinh học tại Đại học Chicago.
Đầu những năm 1930, Rashevsky đã phát triển mô hình mạng thần kinh đầu tiên. Nó đã được học trò của ông là Walter Pitts và Warren McCulloch diễn giải trong bối cảnh Boolean trên một bài báo đăng trên Bản tin lý sinh toán của Rashevsky năm 1943. Bài viết của Pitts-McCulloch sau đó đã có ảnh hưởng cực kỳ lớn đến việc nghiên cứu về trí tuệ nhân tạo và mạng thần kinh nhân tạo.
Những nỗ lực sau này của ông tập trung vào cấu trúc liên kết của các hệ thống sinh học, việc xây dựng các nguyên tắc cơ bản trong sinh học, sinh học quan hệ, lý thuyết tập hợp và công thức logic mệnh đề của tổ chức phân cấp của sinh vật và xã hội loài người. Vào nửa sau của thập niên 1960, ông đưa ra khái niệm "tập hợp sinh vật" cung cấp một khuôn khổ thống nhất cho vật lý, sinh học và xã hội học. Điều này sau đó đã được các tác giả khác phát triển thành siêu thể loại sinh vật và Sinh học hệ thống phức hợp.

### Học trò tiêu biểu
Một số nghiên cứu sinh tiến sĩ xuất sắc nhất của Rashevsky đã lấy được bằng tiến sĩ dưới sự hướng dẫn của ông là: George Karreman, Herbert Daniel Landahl, Clyde Coombs, Robert Rosen và Anatol Rapoport.